# Petroana
Petroana é um género de plantas com flores pertencentes à família Caryophyllaceae.
A sua distribuição nativa vai do sudeste da Espanha ao nordeste da África tropical até à Península Arábica.
Espécies:
- Petroana montana (Balf.f.) Madhani & Zarre
- Petroana montserratii (Fern.Casas) Madhani & Zarre